# Elecciones locales de Botsuana de 1969
Las elecciones locales de Botsuana de 1969 tuvieron lugar el sábado 18 de octubre del mencionado año con el objetivo de renovar los concejos de los nueve distritos que componen el país, así como los de los tres municipios autónomos (Gaborone, Lobatse y Francistown), para el período 1969-1974. Se realizaron al mismo tiempo que las elecciones parlamentarias generales a nivel nacional, y fueron los primeros comicios locales desde la independencia del país, y los segundos en general tras la instauración del sufragio universal.
A diferencia de las elecciones anteriores, la mayoría de los escaños fueron disputados, aunque aun así hubo 46 circunscripciones en las que no se realizó la elección por presentarse solo un candidato, que triunfó sin oposición. El gobernante y dominante Partido Democrático de Botsuana (BDP), del presidente Seretse Khama, obtuvo un triunfo aplastante con el 58,98% y 67 de los 119 escaños disputados en los distintos concejos distritales y municipales (113 contando todos los candidatos electos sin oposición), conservando nueve de los doce gobiernos locales pero perdiendo uno ante el Frente Nacional de Botsuana (BNF), de reciente fundación, que se convirtió en la segunda fuerza nacional con el 18,64% y 24 concejales. El Partido Popular de Botsuana (BPP) retuvo la mayoría en el distrito Noreste y en la ciudad de Francistown. El Partido de la Independencia de Botsuana (BIP) se ubicó en el segundo puesto en el distrito Noroeste con 6 escaños, a uno de obtener la mayoría en el concejo distrital.